# Шея (приток Усты)

Шея — река в России, протекает в Тонкинском и Шарангском районах Нижегородской области. Устье реки находится в 197 км по правому берегу реки Усты. Длина реки — 18 км, площадь водосборного бассейна — 43 км².
Исток реки находится у деревни Буйское в 11 км к востоку от посёлка Тонкино. Река течёт на юго-запад, протекает деревни Пермяки, Копани (в деревне плотина и запруда) и Тишкино. Впадает в Усту ниже деревни Лежнино.

## Данные водного реестра
По данным государственного водного реестра России относится к Верхневолжскому бассейновому округу, водохозяйственный участок реки — Ветлуга от города Ветлуга и до устья, речной подбассейн реки — Волга от впадения Оки до Куйбышевского водохранилища (без бассейна Суры). Речной бассейн реки — (Верхняя) Волга до Куйбышевского водохранилища (без бассейна Оки).
По данным геоинформационной системы водохозяйственного районирования территории РФ, подготовленной Федеральным агентством водных ресурсов:
- Код водного объекта в государственном водном реестре — 08010400212110000043069
- Код по гидрологической изученности (ГИ) — 110004306
- Код бассейна — 08.01.04.002
- Номер тома по ГИ — 10
- Выпуск по ГИ — 0